# Allison Wagner
Allison Wagner (Estados Unidos, 21 de julio de 1977) es una nadadora  retirada especializada en pruebas de cuatro estilos, donde consiguió ser subcampeona olímpica en 1996 en los 400 metros.

## Carrera deportiva
En los Juegos Olímpicos de Atlanta 1996 ganó la medalla de plata en los 400 metros estilos, con un tiempo de 4:42.03 segundos, tras la irlandesa Michelle Smith y por delante de la húngara Krisztina Egerszegi (bronce con 4:42.53 segundos).